# Агры (племя)
Агры (лат. Agri) — одно из меотских племён, живших в первом тысячелетии до н. э. на восточном и юго-восточном побережье Азовского моря. Упомянуты Страбоном и другими античными авторами.
В частности, Страбон писал —

К числу меотов, принадлежат сами синды и дандарии, тореаты, агры и аррехи, а также тарпеты, обидиакены, ситтакены, доски и некоторые другие.

Более поздняя судьба племени пока не известна. Большинство памятников меотских курганов пока не исследованы. Вероятно, агры растворились в общей меотской среде.